# Riposte immédiate
Pour plus de détails, voir Fiche technique et Distribution.
Riposte immédiate (Death Before Dishonor) ou La mort avant le déshonneur  au Québec est un film américain réalisé par Terry Leonard, sorti en 1987.

## Synopsis
Dans un pays du Moyen-Orient, le sergent d'une unité de Marines chargé de la protection des soldats américains décide de mener une chasse à l'homme lorsque son supérieur se fait kidnapper par des rebelles.

## Fiche technique
- Titre français : Riposte immédiate
- Titre original : Death Before Dishonor
- Réalisation : Terry Leonard
- Scénario : John Gatliff
- Musique : Brian May
- Photographie : Don Burgess
- Montage : Steve Mirkovich (en)
- Production : Lawrence Kubik
- Sociétés de production : Balcor Film Investors, Bima & MPI
- Société de distribution : New World Pictures
- Pays :  États-Unis
- Langue : Anglais
- Format : Couleur - Ultra Stéréo - 35 mm - 1.85:1
- Genre : Action
- Durée : 91 min

## Distribution
- Fred Dryer : Le sergent Jack Burns
- Joanna Pacula : Elli Baumann
- Brian Keith : Le colonel Halloran
- Paul Winfield : Virgil Morgan
- Rockne Tarkington : Jihad
- Mohammad Bakri : Karl Gavril
- Kasey Walker : Maude Winter
- Sasha Mitchell : Ruggieri
- Peter Parros : James
- Joseph Gian : Manuel Ramirez
- Daniel Chodos : Amin
- Tuvia Tavi : Elias
- Yossi Ashdot : Hamid